# Состав Совета Безопасности Республики Беларусь
В статье представлен состав Совета Безопасности Республики Беларусь. Даты включения должностных лиц в состав Совета (исключения из него, изменения наименования должности) отличаются от дат назначения на основные государственные должности (и освобождения от них).

## Состав Совета Безопасности

### 15 ноября 1991 г. — 1994 г.
Постановлением Верховного Совета Республики Беларусь от 15.11.1991 № 1249-XII образован Совет Безопасности Республики Беларусь в составе (по должностям):
Председатель Совета Безопасности — Станислав Станиславович Шушкевич, Председатель Верховного Совета Республики Беларусь.
Члены Совета Безопасности:
1. Председатель Верховного Совета Республики Беларусь.
2. Председатель Совета Министров Республики Беларусь.
3. Первый заместитель Председателя Верховного Совета Республики Беларусь.
4. Председатель Комиссии Верховного Совета Республики Беларусь по вопросам национальной безопасности, обороны и борьбы с преступностью.
5. Генеральный прокурор Республики Беларусь.
6. Министр по делам обороны Республики Беларусь.
7. Министр иностранных дел Республики Беларусь.
8. Председатель Комитета государственной безопасности Республики Беларусь.
9. Министр внутренних дел Республики Беларусь.
10. Министр связи и информатики Республики Беларусь.
11. Министр транспорта Республики Беларусь.
12. Начальник Управления Белорусской железной дороги.
13. Начальник Управления гражданской авиации Республики Беларусь.
14. Командующий войсками Белорусского военного округа.

Аппарат Совета Безопасности
1. Помощник Председателя Совета безопасности.
2. Четыре работника аппарата (члены аппарата Совета безопасности работают на постоянной основе).

### 5 августа 1994 г. — 20 марта 1996 г.
Указом Президента Республики Беларусь от 5 августа 1994 г. № 24 создан Совет Безопасности Республики Беларусь в составе (по должностям):
Председатель Совета Безопасности — Лукашенко Александр Григорьевич, Президент Республики Беларусь.
Постоянные члены Совета Безопасности:
1. Первый заместитель Председателя Верховного Совета Республики Беларусь — Кузнецов Вячеслав Николаевич (до 10 апреля 1995 г.), Новиков Василий Николаевич (с 18 января 1996 г.)
2. Премьер-министр Республики Беларусь — Чигирь Михаил Николаевич
3. Глава Администрации Президента Республики Беларусь — Синицын Леонид Георгиевич (до 10 октября 1995 г.), Мясникович Михаил Владимирович (с 10 октября 1995 г.)
4. Государственный секретарь Совета Безопасности — Шейман Виктор Владимирович

Члены Совета Безопасности:
1. Государственный секретарь Президентского Совета — не назначен
2. Министр обороны — Костенко Анатолий Иванович (до 6 июня 1995 г.), Мальцев Леонид Семенович (с 6 июня 1995 г.[1])
3. Министр внутренних дел — Захаренко Юрий Николаевич (до 16 октября 1995 г.), Аголец Валентин Степанович (с 20 декабря 1995 г.)
4. Министр иностранных дел — Сенько Владимир Леонович
5. Председатель Комитета государственной безопасности — Егоров Владимир Демьянович (до 20 декабря 1995 г.), Мацкевич Владимир Александрович (с 20 декабря 1995 г.)
6. Генеральный прокурор Республики Беларусь — Шолодонов Василий Иванович (до 18 мая 1995 г.), Капитан Василий Степанович (с 18 мая 1995 г.[2])

### 20 марта 1996 г. — 19 марта 1997 г.
Состав Совета Безопасности Республики Беларусь, утвержденный Указом Президента Республики Беларусь от 20 марта 1996 г. № 111:
1. Лукашенко Александр Григорьевич — Президент Республики Беларусь
2. Шарецкий Семен Георгиевич — Председатель Верховного Совета Республики Беларусь
3. Чигирь Михаил Николаевич — Премьер-министр Республики Беларусь
4. Мясникович Михаил Владимирович — Глава Администрации Президента Республики Беларусь
5. Шейман Виктор Владимирович — Государственный секретарь Совета Безопасности Республики Беларусь
6. Мальцев Леонид Семенович — Министр обороны
7. Аголец Валентин Степанович — Министр внутренних дел
8. Сенько Владимир Леонович — Министр иностранных дел
9. Дик Павел Владимирович — Министр финансов
10. Мацкевич Владимир Александрович — Председатель Комитета государственной безопасности
11. Винникова Тамара Дмитриевна — Председатель Правления Национального банка
12. Капитан Василий Степанович — Генеральный прокурор
13. Каравай Владимир Сергеевич — Председатель Верховного Суда
14. Бойко Владимир Васильевич — Председатель Высшего Хозяйственного Суда

Указом Президента Республики Беларусь от 14 ноября 1996 г. № 473 внесены изменения в состав Совета Безопасности (указ в электронном виде не опубликован).
Указом Президента Республики Беларусь от 21 ноября 1996 г. № 482 из состава Совета Безопасности исключен Чигирь М. Н.

### 19 марта 1997 г. — 10 января 2001 г.
Состав Совета Безопасности Республики Беларусь, утвержденный Указом Президента Республики Беларусь от 19 марта 1997 г. № 202:
1. Лукашенко Александр Григорьевич — Президент Республики Беларусь
2. Линг Сергей Степанович — Премьер-министр Республики Беларусь
3. Малофеев Анатолий Александрович — Председатель Палаты представителей Национального собрания Республики Беларусь
4. Шипук Павел Владимирович — Председатель Совета Республики Национального собрания Республики Беларусь
5. Мясникович Михаил Владимирович — Глава Администрации Президента Республики Беларусь
6. Шейман Виктор Владимирович — Государственный секретарь Совета Безопасности Республики Беларусь
7. Чумаков Александр Петрович — Министр обороны
8. Аголец Валентин Степанович — Министр внутренних дел
9. Антонович Иван Иванович — Министр иностранных дел
10. Мацкевич Владимир Александрович — Председатель Комитета государственной безопасности
11. Домашкевич Николай Федорович — Председатель Комитета государственного контроля
12. Божелко Олег Александрович — Генеральный прокурор
13. Прокопович Петр Петрович — Первый заместитель Премьер-министра Республики Беларусь
14. Алейников Геннадий Станиславович — Председатель Правления Национального банка
15. Павловский Александр Алексеевич — Председатель Государственного комитета пограничных войск
16. Сиваков Юрий Леонидович — заместитель Министра внутренних дел — командующий внутренними войсками

### 10 января 2001 г. — 23 января 2004 г.
Состав Совета Безопасности Республики Беларусь, утвержденный Указом Президента Республики Беларусь от 10 января 2001 г. № 13:
1. Лукашенко Александр Григорьевич — Президент Республики Беларусь, Председатель Совета Безопасности Республики Беларусь
2. Ермошин Владимир Васильевич — Премьер-министр Республики Беларусь
3. Попов Вадим Александрович — Председатель Палаты представителей Национального собрания Республики Беларусь
4. Войтович Александр Павлович — Председатель Совета Республики Национального собрания Республики Беларусь
5. Мясникович Михаил Владимирович — Глава Администрации Президента Республики Беларусь
6. Латыпов Урал Рамдракович — Государственный секретарь Совета Безопасности Республики Беларусь — помощник Президента Республики Беларусь по национальной безопасности, в соответствии с Указом Президента Республики Беларусь от 17 октября 2001 г. № 592 — Глава Администрации Президента Республики Беларусь
7. Чумаков Александр Петрович — Министр обороны
8. Наумов Владимир Владимирович — Министр внутренних дел
9. Хвостов Михаил Михайлович — Заместитель Премьер-министра Республики Беларусь — Министр иностранных дел, в соответствии с Указом Президента Республики Беларусь от 17 октября 2001 г. № 592 — Министр иностранных дел
10. Корбут Николай Петрович — Министр финансов
11. Ерин Леонид Тихонович — Председатель Комитета государственной безопасности
12. Тозик Анатолий Афанасьевич — Председатель Комитета государственного контроля
13. Шейман Виктор Владимирович — Генеральный прокурор
14. Прокопович Петр Петрович — Председатель Правления Национального банка
15. Павловский Александр Алексеевич — Председатель Государственного комитета пограничных войск

Указом Президента Республики Беларусь от 4 мая 2001 г. № 237 из состава Совета Безопасности исключен Чумаков А. П., в состав Совета Безопасности включен Мальцев Леонид Семенович — Министр обороны Республики Беларусь
Указом Президента Республики Беларусь от 17 октября 2001 г. № 592 из состава Совета Безопасности исключены Ермошин В. В. и Мясникович М. В.; в состав Совета Безопасности включены:
1. Новицкий Геннадий Васильевич — Премьер-министр Республики Беларусь
2. Невыглас Геннадий Николаевич — Государственный секретарь Совета Безопасности Республики Беларусь — помощник Президента Республики Беларусь по национальной безопасности

### 23 января 2004 г. — 29 июля 2010 г.
Состав Совета Безопасности Республики Беларусь, утвержденный Указом Президента Республики Беларусь от 23 января 2004 г. № 41:
1. Лукашенко Александр Григорьевич — Президент Республики Беларусь, Председатель Совета Безопасности Республики Беларусь
2. Сидорский Сергей Сергеевич — Премьер-министр Республики Беларусь
3. Новицкий Геннадий Васильевич — Председатель Совета Республики Национального собрания Республики Беларусь
4. Попов Вадим Александрович — Председатель Палаты представителей Национального собрания Республики Беларусь
5. Латыпов Урал Рамдракович — Глава Администрации Президента Республики Беларусь
6. Невыглас Геннадий Николаевич — Государственный секретарь Совета Безопасности Республики Беларусь — помощник Президента Республики Беларусь по национальной безопасности, в соответствии с Указом Президента Республики Беларусь от 5 января 2007 г. № 3 — Глава Администрации Президента Республики Беларусь
7. Тозик Анатолий Афанасьевич — Председатель Комитета государственного контроля
8. Шейман Виктор Владимирович — Генеральный прокурор, в соответствии с Указом Президента Республики Беларусь от 20 января 2005 г. № 39 — Глава Администрации Президента Республики Беларусь, в соответствии с Указом Президента Республики Беларусь от 5 января 2007 г. № 3 — Государственный секретарь Совета Безопасности Республики Беларусь — помощник Президента Республики Беларусь по национальной безопасности, в соответствии с Указом Президента Республики Беларусь от 1 ноября 2007 г. № 556 — Государственный секретарь Совета Безопасности Республики Беларусь
9. Прокопович Петр Петрович — Председатель Правления Национального банка
10. Наумов Владимир Владимирович — Министр внутренних дел
11. Мартынов Сергей Николаевич — Министр иностранных дел
12. Мальцев Леонид Семенович — Министр обороны
13. Астапов Валерий Петрович — Министр по чрезвычайным ситуациям
14. Корбут Николай Петрович — Министр финансов
15. Ерин Леонид Тихонович — Председатель Комитета государственной безопасности
16. Павловский Александр Алексеевич — Председатель Государственного комитета пограничных войск
17. Гурулев Сергей Петрович — начальник Генерального штаба Вооруженных Сил Республики Беларусь — первый заместитель Министра обороны

Указом Президента Республики Беларусь от 20 января 2005 г. № 39 из состава Совета Безопасности исключены Попов В. А., Латыпов У. Р., Астапов В. П., Ерин Л. Т.; в состав Совета Безопасности включены:
1. Коноплев Владимир Николаевич — Председатель Палаты представителей Национального собрания Республики Беларусь
2. Миклашевич Петр Петрович — Генеральный прокурор
3. Азаматов Николай Ильясович — Председатель Государственного военно-промышленного комитета

Указом Президента Республики Беларусь от 17 февраля 2005 г. № 85 в состав Совета Безопасности включен Сухоренко Степан Николаевич — Председатель Комитета государственной безопасности
Указом Президента Республики Беларусь от 9 января 2006 г. № 18 в состав Совета Безопасности включен Бариев Энвер Ризаевич — Министр по чрезвычайным ситуациям Республики Беларусь
Указом Президента Республики Беларусь от 5 января 2007 г. № 3 из состава Совета Безопасности исключен Тозик А. А.; в состав Совета Безопасности включены:
1. Ломать Зенон Кузьмич — Председатель Комитета государственного контроля
2. Лукашенко Виктор Александрович — помощник Президента Республики Беларусь по национальной безопасности

Указом Президента Республики Беларусь от 25 сентября 2007 г. № 448 из состава Совета Безопасности исключен Павловский А. А., в состав Совета Безопасности включен Рачковский Игорь Анатольевич — Председатель Государственного пограничного комитета
Указом Президента Республики Беларусь от 1 ноября 2007 г. № 556 из состава Совета Безопасности исключены Коноплев В. Н. и Сухоренко С. Н.; в состав Совета Безопасности включены:
1. Попов Вадим Александрович — Председатель Палаты представителей Национального собрания Республики Беларусь
2. Жадобин Юрий Викторович — Председатель Комитета государственной безопасности, в соответствии с Указом Президента Республики Беларусь от 7 октября 2008 г. № 551 — Государственный секретарь Совета Безопасности Республики Беларусь

Указом Президента Республики Беларусь от 7 октября 2008 г. № 551 из состава Совета Безопасности исключены Корбут Н. П., Миклашевич П. П., Невыглас Г. Н., Шейман В. В.; в состав Совета Безопасности включены:
1. Василевич Григорий Алексеевич — Генеральный прокурор
2. Зайцев Вадим Юрьевич — Председатель Комитета государственной безопасности
3. Макей Владимир Владимирович — Глава Администрации Президента Республики Беларусь
4. Харковец Андрей Михайлович — Министр финансов

Указом Президента Республики Беларусь от 21 ноября 2008 г. № 636 из состава Совета Безопасности исключены Новицкий Г. В. и Попов В. А.; в состав Совета Безопасности включены:
1. Батура Борис Васильевич — Председатель Совета Республики Национального собрания Республики Беларусь
2. Андрейченко Владимир Павлович — Председатель Палаты представителей Национального собрания Республики Беларусь

### 29 июля 2010 г. — 7 марта 2014 г.
Состав Совета Безопасности Республики Беларусь, утвержденный Указом Президента Республики Беларусь от 29 июля 2010 г. № 391:
1. Лукашенко Александр Григорьевич — Президент Республики Беларусь, Председатель Совета Безопасности Республики Беларусь
2. Сидорский Сергей Сергеевич — Премьер-министр Республики Беларусь
3. Рубинов Анатолий Николаевич — Председатель Совета Республики Национального собрания Республики Беларусь
4. Андрейченко Владимир Павлович — Председатель Палаты представителей Национального собрания Республики Беларусь
5. Макей Владимир Владимирович — Глава Администрации Президента Республики Беларусь, в соответствии с Указом Президента Республики Беларусь от 27 декабря 2012 г. № 570 — Министр иностранных дел
6. Мальцев Леонид Семенович — Государственный секретарь Совета Безопасности Республики Беларусь
7. Ломать Зенон Кузьмич — Председатель Комитета государственного контроля
8. Василевич Григорий Алексеевич — Генеральный прокурор
9. Прокопович Петр Петрович — Председатель Правления Национального банка
10. Кулешов Анатолий Нилович — Министр внутренних дел
11. Мартынов Сергей Николаевич — Министр иностранных дел
12. Жадобин Юрий Викторович — Министр обороны
13. Бариев Энвер Ризаевич — Министр по чрезвычайным ситуациям
14. Харковец Андрей Михайлович — Министр финансов
15. Зайцев Вадим Юрьевич — Председатель Комитета государственной безопасности
16. Гурулев Сергей Петрович — Председатель Государственного военно-промышленного комитета
17. Рачковский Игорь Анатольевич — Председатель Государственного пограничного комитета
18. Тихоновский Петр Николаевич — начальник Генерального штаба Вооруженных Сил — первый заместитель Министра обороны
19. Лукашенко Виктор Александрович — помощник Президента Республики Беларусь по национальной безопасности

Указом Президента Республики Беларусь от 17 мая 2011 г. № 194 из состава Совета Безопасности исключены Сидорский С. С., Ломать З. К., Бариев Э. Р.; в состав Совета Безопасности включены:
1. Мясникович Михаил Владимирович — Премьер-министр Республики Беларусь
2. Якобсон Александр Серафимович — Председатель Комитета государственного контроля
3. Ващенко Владимир Александрович — Министр по чрезвычайным ситуациям

Указом Президента Республики Беларусь от 21 ноября 2011 г. № 532 из состава Совета Безопасности исключены Василевич Г. А.и Прокопович П. П.; в состав Совета Безопасности включены:
1. Конюк Александр Владимирович — Генеральный прокурор
2. Ермакова Надежда Андреевна — Председатель Правления Национального банка
3. Вакульчик Валерий Павлович — Председатель Следственного комитета, в соответствии с Указом Президента Республики Беларусь от 27 декабря 2012 г. № 570 — Председатель Комитета государственной безопасности

Указом Президента Республики Беларусь от 27 декабря 2012 г. № 570 из состава Совета Безопасности исключены Зайцев В. Ю., Кулешов А. Н., Мартынов С. Н., Рачковский И. А.; в состав Совета Безопасности включены:
1. Боечко Александр Дмитриевич — Председатель Государственного пограничного комитета
2. Кобяков Андрей Владимирович — Глава Администрации Президента Республики Беларусь
3. Шаев Валентин Петрович — Председатель Следственного комитета
4. Шуневич Игорь Анатольевич — Министр внутренних дел

### 7 марта 2014 г. — 13 января 2016 г.
Состав Совета Безопасности Республики Беларусь, утвержденный Указом Президента Республики Беларусь от 7 марта 2014 г. № 114:
1. Лукашенко Александр Григорьевич — Президент Республики Беларусь, Председатель Совета Безопасности Республики Беларусь
2. Мясникович Михаил Владимирович — Премьер-министр Республики Беларусь
3. Рубинов Анатолий Николаевич — Председатель Совета Республики Национального собрания Республики Беларусь
4. Андрейченко Владимир Павлович — Председатель Палаты представителей Национального собрания Республики Беларусь
5. Сукало Валентин Олегович — Председатель Верховного Суда
6. Кобяков Андрей Владимирович — Глава Администрации Президента Республики Беларусь
7. Межуев Александр Вениаминович — Государственный секретарь Совета Безопасности Республики Беларусь
8. Якобсон Александр Серафимович — Председатель Комитета государственного контроля
9. Конюк Александр Владимирович — Генеральный прокурор
10. Ермакова Надежда Андреевна — Председатель Правления Национального банка
11. Шуневич Игорь Анатольевич — Министр внутренних дел
12. Макей Владимир Владимирович — Министр иностранных дел
13. Жадобин Юрий Викторович — Министр обороны
14. Ващенко Владимир Александрович — Министр по чрезвычайным ситуациям
15. Шаев Валентин Петрович — Председатель Следственного комитета
16. Вакульчик Валерий Павлович — Председатель Комитета государственной безопасности
17. Гурулев Сергей Петрович — Председатель Государственного военно-промышленного комитета
18. Мальцев Леонид Семенович — Председатель Государственного пограничного комитета
19. Белоконев Олег Алексеевич — начальник Генерального штаба Вооруженных Сил — первый заместитель Министра обороны
20. Лукашенко Виктор Александрович — помощник Президента Республики Беларусь по национальной безопасности

### 13 января 2016 г. — 17 марта 2021 г.
Состав Совета Безопасности Республики Беларусь, утвержденный Указом Президента Республики Беларусь от 13 января 2016 года № 7:
1. Лукашенко Александр Григорьевич — Президент Республики Беларусь, Председатель Совета Безопасности Республики Беларусь
2. Кобяков Андрей Владимирович — Премьер-министр Республики Беларусь
3. Мясникович Михаил Владимирович — Председатель Совета Республики Национального собрания Республики Беларусь
4. Андрейченко Владимир Павлович — Председатель Палаты представителей Национального собрания Республики Беларусь
5. Сукало Валентин Олегович — Председатель Верховного Суда
6. Косинец Александр Николаевич — Глава Администрации Президента Республики Беларусь
7. Зась Станислав Васильевич — Государственный секретарь Совета Безопасности Республики Беларусь
8. Анфимов Леонид Васильевич — Председатель Комитета государственного контроля
9. Конюк Александр Владимирович — Генеральный прокурор
10. Каллаур Павел Владимирович — Председатель Правления Национального банка
11. Шуневич Игорь Анатольевич — Министр внутренних дел
12. Макей Владимир Владимирович — Министр иностранных дел
13. Равков Андрей Алексеевич — Министр обороны
14. Ващенко Владимир Александрович — Министр по чрезвычайным ситуациям
15. Носкевич Иван Данилович — Председатель Следственного комитета
16. Вакульчик Валерий Павлович — Председатель Комитета государственной безопасности
17. Гурулев Сергей Петрович — Председатель Государственного военно-промышленного комитета
18. Мальцев Леонид Семенович — Председатель Государственного пограничного комитета
19. Белоконев Олег Алексеевич — начальник Генерального штаба Вооруженных Сил — первый заместитель Министра обороны
20. Лукашенко Виктор Александрович — помощник Президента Республики Беларусь по национальной безопасности

Указом Президента Республики Беларусь от 1 февраля 2018 г. № 49 из состава Совета Безопасности исключены Косинец А. Н., Гурулев С. П., и Мальцев Л. С.; в состав Совета Безопасности включены:
1. Кочанова, Наталья Ивановна — Глава Администрации Президента Республики Беларусь
2. Двигалев Олег Николаевич — Председатель Государственного военно-промышленного комитета
3. Лаппо Анатолий Петрович — Председатель Государственного пограничного комитета

### 17 марта 2021 г. — 11 июня 2021 г.
Состав Совета Безопасности Республики Беларусь, утвержденный Указом Президента Республики Беларусь от 15 марта 2021 года № 106:
Председатель Совета Безопасности — Лукашенко Александр Григорьевич, Президент Республики Беларусь.
Постоянные члены Совета Безопасности:
1. Головченко Роман Александрович — Премьер-министр Республики Беларусь
2. Кочанова Наталья Ивановна — Председатель Совета Республики Национального собрания Республики Беларусь
3. Андрейченко Владимир Павлович — Председатель Палаты представителей Национального собрания Республики Беларусь
4. Сергеенко Игорь Петрович — Глава Администрации Президента Республики Беларусь
5. Вольфович Александр Григорьевич — Государственный секретарь Совета Безопасности Республики Беларусь
6. Кубраков Иван Владимирович — Министр внутренних дел
7. Хренин, Виктор Геннадьевич — Министр обороны
8. Тертель Иван Станиславович — Председатель Комитета государственной безопасности

Члены Совета Безопасности:
1. Сукало Валентин Олегович — Председатель Верховного Суда
2. Герасимов, Василий Николаевич — Председатель Комитета государственного контроля
3. Каллаур Павел Владимирович — Председатель Правления Национального банка
4. Гора Дмитрий Юрьевич — Председатель Следственного комитета
5. Пантус Дмитрий Александрович — Председатель Государственного военно-промышленного комитета
6. Лаппо Анатолий Петрович — Председатель Государственного пограничного комитета
7. Швед Андрей Иванович — Генеральный прокурор
8. Макей Владимир Владимирович — Министр иностранных дел
9. Селиверстов, Юрий Михайлович — Министр финансов
10. Синявский, Вадим Иванович — Министр по чрезвычайным ситуациям
11. Гулевич Виктор Владимирович — начальник Генерального штаба Вооруженных Сил — первый заместитель Министра обороны

### с 11 июня 2021 г.
Состав Совета Безопасности Республики Беларусь, утвержденный Указом Президента Республики Беларусь от 11 июня 2021 года № 214:
Председатель Совета Безопасности — Лукашенко Александр Григорьевич, Президент Республики Беларусь.
Постоянные члены Совета Безопасности:
1. Головченко Роман Александрович — Премьер-министр Республики Беларусь
2. Кочанова Наталья Ивановна — Председатель Совета Республики Национального собрания Республики Беларусь
3. Андрейченко Владимир Павлович — Председатель Палаты представителей Национального собрания Республики Беларусь
4. Сергеенко Игорь Петрович — Глава Администрации Президента Республики Беларусь
5. Вольфович Александр Григорьевич — Государственный секретарь Совета Безопасности Республики Беларусь
6. Герасимов, Василий Николаевич — Председатель Комитета государственного контроля
7. Швед Андрей Иванович — Генеральный прокурор
8. Кубраков Иван Владимирович — Министр внутренних дел
9. Хренин, Виктор Геннадьевич — Министр обороны
10. Тертель Иван Станиславович — Председатель Комитета государственной безопасности

Члены Совета Безопасности:
1. Сукало Валентин Олегович — Председатель Верховного Суда
2. Каллаур Павел Владимирович — Председатель Правления Национального банка
3. Гора Дмитрий Юрьевич — Председатель Следственного комитета
4. Макей Владимир Владимирович — Министр иностранных дел
5. Синявский, Вадим Иванович — Министр по чрезвычайным ситуациям
6. Селиверстов, Юрий Михайлович — Министр финансов
7. Пантус Дмитрий Александрович — Председатель Государственного военно-промышленного комитета
8. Лаппо Анатолий Петрович — Председатель Государственного пограничного комитета
9. Гулевич Виктор Владимирович — начальник Генерального штаба Вооруженных Сил — первый заместитель Министра обороны

## Руководство Государственного секретариата Совета Безопасности
После даты назначения и освобождения от должности стоит номер соответствующего Указа Президента Республики Беларусь. Заместители Государственного секретаря Совета Безопасности Республики Беларусь в состав Совета Безопасности не входят.
Государственные секретари Совета Безопасности
1. Шейман Виктор Владимирович (5 августа 1994 г., № 25 — 15 января 1997 г., № 61; 20 марта 2006 г., № 175 — 8 июля 2008 г., № 368), Государственный секретарь Совета Безопасности Республики Беларусь — помощник Президента Республики Беларусь по национальной безопасности (15 января 1997 г., № 61 — 27 ноября 2000 г., № 620)
2. Латыпов Урал Рамдракович, Государственный секретарь Совета Безопасности Республики Беларусь — помощник Президента Республики Беларусь по национальной безопасности (27 ноября 2000 г., № 623 — 12 сентября 2001 г., № 491)
3. Невыглас Геннадий Николаевич (12 сентября 2001 г., № 492 — 4 января 2006 г., № 7)
4. Кривошеев Юрий Васильевич, исполняющий обязанности Государственного секретаря Совета Безопасности Республики Беларусь (6 января 2006 г., № 12 — 20 марта 2006 г., № 174)
5. Шейман Виктор Владимирович (20 марта 2006, № 175 — 8 июля 2008)
6. Жадобин Юрий Викторович (15 июля 2008 г., № 386 — 4 декабря 2009 г., № 568)
7. Мальцев Леонид Семенович (4 декабря 2009 г., № 569 — 2 ноября 2013 г., № 498)
8. Межуев Александр Вениаминович (5 декабря 2013 г., № 548 — 24 июня 2015 г., № 263)
9. Зась Станислав Васильевич (4 ноября 2015 — 3 января 2020)
10. Равков Андрей Алексеевич (20 января 2020 — 3 сентября 2020)
11. Валерий Вакульчик (3 сентября 2020 — 29 октября 2020)

Первые заместители Государственного секретаря Совета Безопасности
1. Кез Валерий Викторович (20 декабря 1995 г., № 510 — 15 февраля 1996 г., № 75)
2. Юркин Иван Захарович (13 августа 1996 г., № 290 — 5 ноября 1997 г., № 566)
3. Новельский Виктор Николаевич (8 июня 1999 г., № 318 — 6 февраля 2001 г., № 62)
4. Князев Станислав Никифорович (6 августа 2001 г., № 420 — 12 сентября 2001 г., № 494)
5. Короткевич Николай Михайлович (25 июля 2002 г., № 401 — 20 апреля 2005 г., № 181)

Заместители Государственного секретаря Совета Безопасности
1. Тозик Анатолий Афанасьевич (9 ноября 1995 г., № 453 — 22 июля 2000 г., № 411)
2. Концевенко Сергей Федорович (23 января 1997 г., № 93 — 3 июля 1998 г., № 353)
3. Никитин Валентин Захарович (25 августа 1998 г., № 414 — 27 ноября 2000 г., № 628)
4. Новельский Виктор Николаевич (25 августа 1998 г., № 415 — 8 июня 1999 г., № 318)
5. Удовиков Михаил Дмитриевич (27 ноября 2000 г., № 629 — 14 апреля 2005 г., № 178)
6. Мальцев Леонид Семенович (29 ноября 2000 г., № 641 — 28 марта 2001 г., № 173)
7. Князев Станислав Никифорович (6 февраля 2001 г., № 63 — 6 августа 2001 г., № 420)
8. Шалев Михаил Николаевич (28 сентября 2001 г., № 555 — 29 августа 2008 г., № 466)
9. Короткевич Николай Михайлович (14 ноября 2001 г., № 677 — 25 июля 2002 г., № 401)
10. Кривошеев Юрий Васильевич (16 июня 2005 г., № 283 — 29 августа 2008 г., № 464)
11. Шафаренко Владимир Николаевич (16 июня 2005 г., № 284 — 29 августа 2008 г., № 465)
12. Елфимов Алексей Леонидович (29 августа 2008 г., № 471 — 21 февраля 2014 г., № 82)
13. Зась Станислав Васильевич (с 29 августа 2008 г., № 472)
14. Коновалов Александр Михайлович (с 29 августа 2008 г., № 473 — 11 сентября 2014 года[6])
15. Арчаков Владимир Юрьевич (с 21 февраля 2014 года, № 83)
16. Втюрин Андрей Александрович[бел.] (11 сентября 2014 года[6] — 24 апреля 2019, № 158[7])
17. Рахманов Александр Александрович (с 11 июня 2019 года, № 230)